# Kostel Prozřetelnosti Boží (Toruň)
Kostel Prozřetelnosti Boží v Toruni (pol. Kościół Opatrzności Bożej w Toruniu) je římskokatolický (původně luterský) kostel, postavený v novogotickém slohu v městské části Rudak v Kujavsko-pomořském vojvodství.
Kostel byl vystavěn v letech 1907–1909 pro německé luterány. Jim sloužil do roku 1945, kdy byl převzat římskokatolickou církví. O rok později se stal farním kostelem.
Kostel je zděný a orientovaný. Má délku 21,42 m, šířku 13,08 m a výšku 16,80 m; věž je vysoká 35,40 m. Nacházejí se v něm varhany s novorenesančním prospektem. Od roku 2014 je kostel památkově chráněn.